# Live at the Cow Palace
Albums de Grateful Dead
Grateful Dead Download Series Volume 12
(2006) Three from the Vault
(2007)
Live at the Cow Palace est un album live du Grateful Dead sorti en 2007.
Ce triple album présente l'intégralité du concert donné le 31 décembre 1976 au Cow Palace de Daly City, dans la banlieue de San Francisco. Il inclut le décompte des douze coups de minuit par Bill Graham au début du deuxième set, juste avant les premiers accords de Sugar Magnolia.

## Titres

### CD 1
1. The Promised Land (Chuck Berry) – 4:45
2. Bertha (Robert Hunter, Jerry Garcia) – 7:13
3. Mama Tried (Merle Haggard) – 3:03
4. They Love Each Other (Hunter, Garcia) – 7:12
5. Looks Like Rain (John Perry Barlow, Bob Weir) – 7:37
6. Deal (Hunter, Garcia) – 6:00
7. Playing in the Band (Hunter, Mickey Hart, Weir) – 23:12

### CD 2
1. Sugar Magnolia (Hunter, Weir) – 8:48
2. Eyes of the World (Hunter, Garcia) – 12:26
3. Wharf Rat (Hunter, Garcia) – 13:28
4. Good Lovin'  (Artie Resnick, Rudy Clark) – 5:10
5. Samson and Delilah (trad. arr. Weir) – 10:13
6. Scarlet Begonias (Hunter, Garcia) – 11:57

### CD 3
1. Around and Around (Berry) – 8:01
2. Help on the Way (Hunter, Garcia) – 5:11
3. Slipknot! (Garcia, Keith Godchaux, Bill Kreutzmann, Phil Lesh, Weir) – 8:50
4. Drums (Hart, Kreutzmann) – 3:03
5. Not Fade Away (Buddy Holly, Norman Petty) – 11:03
6. Morning Dew (Bonnie Dobson, Tim Rose) – 15:24
7. One More Saturday Night (Weir) – 5:47
8. Uncle John's Band (Hunter, Garcia) – 8:18
9. We Bid You Goodnight (trad. arr. Grateful Dead) – 3:30

### Disque bonus
Les acheteurs ayant pré-commandé l'album sur le site du groupe ont reçu un disque bonus comprenant des titres issus de divers concerts donnés aux États-Unis en 1976.
1. The Music Never Stopped (Weir, Barlow) – 5:49 (Boston Music Hall, Boston, 9 juin)
2. Crazy Fingers (Garcia, Hunter) – 11:18 (Boston Music Hall, Boston, 9 juin)
3. Let It Grow (Weir, Barlow) – 12:54 (Riverfront Coliseum, Cincinnati, 2 octobre)
4. Might As Well (Garcia, Hunter) – 6:04 (Riverfront Coliseum, Cincinnati, 2 octobre)
5. Playing in the Band (Weir, Hart, Hunter) – 11:56 (College of William & Mary, Williamsburg, 24 septembre)
6. Supplication (Weir, Barlow) – 6:06 (College of William & Mary, Williamsburg, 24 septembre)
7. Playing in the Band (Weir, Hart, Hunter) – 3:35 (College of William & Mary, Williamsburg, 24 septembre)
8. Scarlet Begonias (Garcia, Hunter) – 11:09 (Mershon Auditorium, Columbus, 30 septembre)

## Musiciens
- Jerry Garcia : guitare, chant
- Donna Jean Godchaux : chant
- Keith Godchaux : claviers
- Mickey Hart : batterie
- Bill Kreutzmann : batterie
- Phil Lesh : basse, chant
- Bob Weir : guitare, chant